# Cezary Dobies

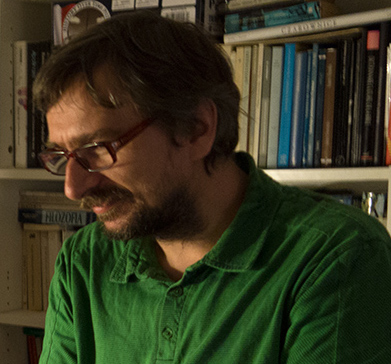
Cezary Dobies, Paryż 2015
(fot. Elżbieta Skoczek)

Cezary Dobies (ur. 20 grudnia 1971 r. w Żurominie) – polski poeta i pisarz.
Skończył studia filozoficzne na Uniwersytecie Mikołaja Kopernika w Toruniu. Publikował w pismach: „Przegląd Artystyczno-Literacki”, „Portret”, „Undergrunt”, „Recogito”, „Kwartalnik Artystyczny”, „Rzeczpospolita”, „Magazyn Materiałów Literackich – Cegła”, „Notatnik Satyryczny”, „Topos”, „Fraza”, „Format”, a także we frankfurckim periodyku „Otium” (w przekładzie na język niemiecki Renate Schmidgall) oraz w paryskim czasopiśmie polonijnym „Vector Polonii”. Członek Stowarzyszenia Pisarzy Polskich.
Twórczość
- Portret okienny z chleba, Toruń 2001 (Teatr Wiczy, WOAK)
- Joannie. Księga Wejścia, Toruń 2005 (Algo)
- Herbert w Toruniu. Przewodnik po latach 1947-1951 dla turystów poezjojęzycznych, Toruń 2008 (Tako)
- Księga imion. Podróż literacka przez Biblię oraz przypowieści o współczesnych ludziach, Toruń 2010 (Tako) - ilustracje Artur Majka.
- Wahadło w zegarze i inne zwątpienia / Le temps qui hésite, Paryż 2013 (Wydawnictwo Yot-Art, Galeria Roi Doré); Ilustracje i skład Artur Majka. Dwujęzyczne wydanie w przekładzie na język francuski Krzysztofa A. Jeżewskiego, Liliany Orłowskiej, Joanny Dobies i Laurent Chemin.
- Lęki i leki. Trzynaście wierszy i sto siedemdziesiąt aforyzmów, Toruń 2013 Wydawnictwo Naukowe UMK - ilustracje Artur Majka.
- Bajki Arturka i Blanki, Paryż 2015 (Wydawnictwo Yot-Art., Galeria Roi Doré) - ilustracje i skład Artur Majka.
- Łańcuch. Myśli powiązane, Toruń 2016 (Wydawnictwo Naukowe UMK) - ilustracje Artur Majka.

Prace zbiorowe
- Wydanie muzyczne zespołu Claritas Pocztówka z Torunia, muzyka Agnieszki Brzezińskiej i Wojciecha Chachuły do wierszy Cezarego Dobiesa
- U źródeł pamięci. O „zapominaniu” w historii, teologii i literaturze, książka opracowana pod red. ks. dra hab. Piotra Roszaka, Toruń 2013 (Wydawnictwo Naukowe UMK). Ilustracje Artur Majka.

Udział w festiwalach artystycznych
- Festiwal Artystyczny Młodzieży Akademickiej (Świnoujście 1997)
- Buum Poetycki (Toruń 2000, 2003, 2006)
- Wzgórze Poetów (Toruń 2001)
- Galeria Wizji (Toruń 2001)
- Festiwal Fonta (Olsztyn 2005)
- Printemps des Poètes (Paryż 2011)
- Toruński Festiwal Nauki i Sztuki (Toruń 2012)
- XIX Toruński Festiwal Książki
- W Toruniu utworzył wraz z Grzegorzem Giedrysem Wolny Rynek Poetycki, który oddał pod opiekę Dworu Artusa.

Życie prywatne
Jest żonaty z Joanną od 2001 roku. Ma syna Artura (ur. 2007).